# Bank Medyceuszy
Bank Medyceuszy (wł. Banco dei Medici) – prywatny bank, który działał w latach 1397–1494, był największym i najbardziej poważanym bankiem w piętnastowiecznej Europie. Szacuje się, że ród Medyceuszy był przez pewien czas najbogatszą rodziną Europy. Oddanie wartości ich majątku we współczesnym pieniądzu jest trudne i z założenia nieprecyzyjne, jako że posiadali bezcenne dzieła sztuki, ziemię, złoto oraz inne dobra. Dysponując tych rozmiarów bogactwem, Medyceusze uzyskali wpływy polityczne, początkowo we Florencji, później w całych Włoszech i Europie.
Znaczącym wkładem w dziedzinie rachunkowości były dokonane usprawnienia w systemie podwójnego zapisu na kontach księgowych.
Jan Medyceusz był pierwszym członkiem rodu, który zaangażował się w działalność bankową i uzyskał dzięki temu wpływy we florenckich władzach. Jednakże dopiero po objęciu przez jego syna, Kosmę Starszego, kierownictwa nad rodzinnym interesem, Medyceusze stali się nieformalnymi władcami Republiki Florenckiej.